# Hàng không năm 1961
Đây là danh sách các sự kiện hàng không nổi bật xảy ra trong năm 1961:

## Chuyến bay đầu tiên
Tháng 2
- Cessna 336 Skymaster

Tháng 3
- Armstrong Whitworth AW.660 Argosy
- 18 tháng 3 - Tupolev Tu-28

Tháng 4
- 16 tháng 4 - Beagle Airedale G-ARKE

Tháng 6
- 17 tháng 6 - HAL Marut
- 21 tháng 6 - Aviation Traders Carvair G-ANYB

Tháng 8
- 17 tháng 8 - Handley Page HP-115

Tháng 10
- 12 tháng 10 - Dassault Mirage IV
- 21 tháng 10 - Breguet Atlantic

## Bắt đầu hoạt động
Tháng 2
- 1 tháng 2 - Vickers Vanguard

Tháng 6
- AJ3-1 Vigilante trong phi đội VAH-3 Hải quân Hoa Kỳ

Tháng 10
- McDonnell F4H-1 Phantom II trong phi đội VF-74 Hải quân Hoa Kỳ